# 阿胡
阿胡是一种会飞的神秘生物，据推测是一种体型巨大的蝙蝠， 或者据其他描述，是一种现存的翼龙目动物或会飞的灵长目动物。这种生物对目前的科学来说还是未知的，没有客观证据证明它（们）确实存在。

## 概要
像许多隐匿生物一样，它没有详尽的文献记载，也没有可靠的信息存在，因为没有任何物证留下。它的名称据说来自它的叫声“啊呼～”。据说它生活在爪哇雨林的最深处。人们描述它具有猴（猿）样的脑袋和大而黑的眼睛，大爪子长在其前臂（大小约和一个婴儿相当），全身披覆灰色毛皮。可能最有趣和令人震惊的特点是，据说它的翼展可达3米（10英尺）。这是迄今为止世界上已知的最大的蝙蝠类动物，是大狐蝠翅膀的两倍多。
根据洛伦·科尔曼（Loren Coleman）和杰罗姆·克拉克（Jerome Clark）的说法， 这种生物是由Dr. Ernest Bartels  于1925年在爪哇岛的萨拉火山首次发现并描述的。
神秘动物学家伊凡·桑德森（Ivan T. Sanderson）作了一个对于阿胡的存在性的推测，他认为，阿胡是非洲的神秘生物康加马托（Kongamato）的远亲。 也有人根据目击报告对它动物皮样（leathery）的双翼的描述，提出它可能是幸存的翼龙。如今已经清楚，大多数翼龙的双翼有绒毛覆盖，以防止热量散失；在热带环境中，这对于这些动物是否重要取决于代谢作用。另外，这里有一种通俗的解释：
有两种林鸮属的猫头鹰生存在爪哇岛，一种是点斑林鸮，另一种是褐林鸮 (Strix (leptogrammica) bartelsi)。他们的尺寸介于北美的西点林鸮、欧洲和亚洲的灰林鸮，雕鸮属 的40–50cm长，翼展1.2m左右的猫头鹰之间。尽管有些差异, 飞行动物的翼展通常被高估，尤其是受惊的观察者。

## 脚注
1. ↑  .   [2013-02-05]. （原始内容存档于2013-10-24）.
2. ↑  Coleman & Clark (1999), page 26.
3. ↑  .   [2013-02-05]. （原始内容存档于2021-01-25）.
4. ↑  Phantoms and Monsters: Paranormal Activity, Bigfoot, Mothman, UFOs and Other Unexplained Phenomena[]
5. ↑  Named in honor of M.E.G. Bartels, the father of Ernest